# Prîbîn, Koriukivka
Prîbîn (în ucraineană Прибинь) este localitatea de reședință a comunei Prîbîn din raionul Koriukivka, regiunea Cernihiv, Ucraina.

## Demografie
Componența lingvistică a localității Prîbîn
     Ucraineană (99,24%)
     Alte limbi (0,76%)
Conform recensământului din 2001, majoritatea populației localității Prîbîn era vorbitoare de ucraineană (99,24%), existând în minoritate și vorbitori de alte limbi.